# جون إينيس
جون اينيس (بالإنجليزية: John Ennis) مواليد (6 مايو، 1964) مُمثل وكوميدي أمريكي. إشتهر بأداءه في برنامج المشاهد الكوميدية مستر شو وذ بوب أند ديفيد في (1995)، كما يظهر حالياً في برنامج مع بوب وديفيد على نتفليكس.

## تعليم
تخرج اينيس من مدرسة خافيريان برذرس الثانوية في ويستوود، ماساتشوستش، وتخرج من جامعة ايمرسون.

## أبرز أعماله
- 1998-1995: مستر شو وذ بوب أند ديفيد
- 1999: فرايجر
- 2002-2002: مالكوم في الوسط
- 2004: عائلة بلوث
- 2009-2007: أمريكان داد!
- 2015: فترة اخرى
- 2015: مع بوب وديفيد

## وصلات خارجية
- جون إينيس على موقع IMDb (الإنجليزية)
- جون إينيس على موقع إن إن دي بي (الإنجليزية)
- جون إينيس على موقع قاعدة بيانات الفيلم (الإنجليزية)